# Повеља манастиру Свете Богородице на Мљету
Повеља манастиру Свете Богородице на Мљету је српски средњовековни рукопис из XIII века. Оригинал није сачуван. Препис се чува у Хисторијском архиву у Дубровнику.
Текст повеље је писан на пергаменту, садржи укупно 41 редова, формата 48 x 34 см. На крају је потврда краља Милутина, у 8 редака. И препис повеље и потврду писала је иста рука и то некалиграфским уставним писмом с краја XIII и почетка XIV века. Повељом краљ Милутин дарује манастиру Свете Богородице на Мљету: цело острво и Бабино Поље, на другом острву у Кркри цркву Светога Вида, Јањину и с Поповом Луком и Светог Стефана и Светог Георгија. Подаци о повељи узети су из рукописа Српског дипломатара, I, који су припремили В. Мошин, Д. Синдик и С. Ћирковић.
Текст повеље почиње речима:
Давалац онога што је благо и источних сваком давању неоскудни, услишилац свакога који га призове истином, не хтеде ничију пропаст, него заповеди да се сви спасу и у разум истинити дођу, Владика свих, Христос Бог, истинита мудрост очева, кога ако ко нађе у истину је блажен; ко је дакле тај који може да искаже силе Господње? Ради таквог смеренија Владике све се удивљава, јер нашег спасења ради би човек, свих Бог оваплотивши се у Причесту своју матер, и својим благовољењем венча нас дајући неоскудно испуњење онима који с љубављу падају ничице к њему. Величину његовог човекољубља разумевши, ја, грешни Стефан, велики краљ, намесни господин све српске земље и Диоклитије и Далмације и Травуније и Хумске земље, падајући ничице пред тебе, молим ти се, Господе, ти си ме примио из утробе моје матере, ти си мој покровитељ, тебе као утврђење и наду имам и пред тебе као молитељицу стављам Пречисту Твоју Матер. Мене изабравши у дому оца мога да будем наследник престола оца мога и међу браћом мојом виша ме јавивши, мени предаде да пасем стадо оца мога с благословом очевим,(1) који и овај наук даде мени, рекавши:
- Сине, моје речи узми на ум, мојим речима приклањај ухо твоје, сачувај их у своме срцу(2) и буди онај који се свим срце узда на Бога, благослови Бога у свако време и нека је хвала његова свагда на устима твојим.(3) Близу је Господ свих који га се боје и молитву њихову услишаће и спашће их.(4) Амин.

и завршава речима
Ако ли се ко, завишћу Сотонином обузет, дрзне да разори нешто од онога што приносим Пресветој Богородици Благодетелници, такав да буде проклет од Господа Бога Сведржитеља и Пресвете Богородице, и сила часног и животворећег крста да порази њега у садашњем и будућем веку, и од мене грешног нека му буде анатема. Овога ради писах и потписах.

Стефан, по милости Божјој венчани краљ и самодржац све српске земље и поморске.